# Герстенберг, Курт
Курт Герстенберг (нем. Kurt Gerstenberg; 23 июля 1886, Хемниц, Королевство Саксония — 2 ноября 1968, Вюрцбург, Бавария) — немецкий историк искусства, ученик Генриха Вёльфлина. Известен тем, что ввёл в историю искусства термин «зондерготика».
Герстенберг родился в семье коммерсанта, учился в средней школе кайзера Вильгельма в Ганновере, изучал историю искусства в Берлине с 1905 по 1912 год. Путешествовал по Италии. В 1913—1914 годах был ассистентом в Институте истории искусств Мюнхенского университета. В 1913 году Курт Герстенберг получил докторскую степень в Берлинском университете. В своей диссертации Герстенберг впервые использовал термин «особая немецкая готика» (Deutsche Sondergotik), имея в виду поздние проявления готического стиля в архитектуре Германии и Чехии.
В 1914 году он был призван на военную службу. В 1919 году Герстенберг получил «абилитацию» (преподавательское задание) в университете Галле. Его докторская диссертация в Галле была озаглавлена «Клод Лоррен и типы идеальной пейзажной живописи» (нем. Claude Lorrain und die Typen der idealen Landschaftsmalerei). После преподавательского задания с 1921 года Герстенберг преподавал в Галле, с 1924 года в качестве адъюнкт-профессора. В 1927 году Герстенберг отклонил предложение университета в Мэдисон (Висконсин, США).
В 1932—1934 годах Герстенберг преподавал в университете Киля, затем, с 1937 года, был профессором Вюрцбургского университета. В марте 1933 года Курт Герстенберг вступил в Национал-социалистическую немецкую рабочую партию. Уволенный в 1945 году, он снова преподавал с 1949 по 1954 год в качестве профессора истории «средневекового и нового искусства» (нем. Mittlere und Neuere Kunstgeschichte) в Вюрцбургском университете.